# Verpeilspitze
La Verpeilspitze est une montagne qui s’élève à 3 423 m d’altitude dans les Alpes de l'Ötztal, en Autriche.